# Raul Mascarenhas
Raul Mascarenhas Pereira Júnior (Poços de Caldas, 5 de abril de 1953) é um saxofonista e flautista brasileiro. Começou a carreira em 1971 tocando em bailes, e fez parte do grupo de Johnny Alf, um dos grandes nomes da bossa nova.
Entre 1972 e 1975 viveu, trabalhou e estudou em Nova York e Paris. De volta ao Brasil, em 1976, passou a tocar e gravar com Gal Costa, Maria Bethânia e Gilberto Gil, entre outros. Na carreira, também já gravou músicas de Tom Jobim e tocou em dueto com o também saxofonista e flautista Mauro Senise.
Dividindo residência entre São Paulo e Paris, apresenta-se regularmente acompanhando cantores internacionais ou com grupos instrumentais, como o Terra Brasilis, do qual faz parte.

## Vida pessoal
É filho da cantora do rádio Carminha Mascarenhas, falecida aos 81 anos, em 2012.
Foi casado por quatro anos com a atriz Cissa Guimarães, com quem teve um filho. Rafael. Também teve uma filha com a cantora Fafá de Belém, Mariana Figueiredo Pereira, mais conhecida como Mariana Belém.
Em 20 de julho de 2010 perdeu seu filho Rafael Mascarenhas, de 18 anos, atropelado em um túnel na Gávea, zona sul do Rio de Janeiro. O túnel estava fechado para manutenção, porém tinha uma passagem por onde dois carros entraram e um deles acabou atropelando Rafael, que andava de skate na companhia de dois amigos.

## Discografia

### Como artista solo
- Raul Mascarenhas (1988)
- Sabor Carioca (1990)
- Pressão Alta (com Mauro Senise) (1997)

### Como artista convidado
- Projeto Brahma Extra – Grandes Músicos (vários artistas) (1989)
- Songbook Instrumental Antonio Carlos Jobim (vários artistas) (1995)
- Afinal (Délcio Carvalho) (1996)
- Coisa Feita (com Conexão Rio) (2004)